# Układ regulacji stałowartościowej
Układ regulacji stałowartościowej – w automatyce układ regulacji, którego algorytm działania realizuje utrzymanie wielkości regulowanej na stałym poziomie. 
Przykładklimatyzacja utrzymująca stałą wartość temperatury w pomieszczeniu.